# 和歌山駐屯地
和歌山駐屯地（わかやまちゅうとんち、JGSDF Camp Wakayama）は和歌山県日高郡美浜町和田1138に所在し、第304水際障害中隊等が駐屯する陸上自衛隊の駐屯地である。

## 概要
北には海上自衛隊由良基地が所在しており、更に南には航空自衛隊串本分屯基地（第5警戒隊）があり、各部隊の規模は小さいが紀伊半島における防衛の要衝でもある。
和歌山駐屯地は東西約200メートル、南北約80メートル、面積約16,000平方メートルの日本一小さい陸上自衛隊駐屯地である。駐屯地司令は、第304水際障害中隊長が兼務。

## 沿革
- 1953年（昭和28年）の紀州大水害（7.18水害）に端を発し、1961年（昭和36年）5月に地元は災害多発地帯である和歌山県下に自衛隊の誘致を表明し、同年6月には美浜町和田地内煙樹ヶ浜の松林を候補地として調整が進められる[1]。

陸上自衛隊信太山駐屯地和歌山分屯地
- 1962年（昭和37年）
  - 10月10日：信太山駐屯地和歌山分屯地として設置[2]。大久保駐屯地で編成された第323地区施設隊と第418会計隊は列車で移動し、御坊駅に到着すると多数の市民に歓迎され、分屯地に到着する[1]。
  - 12月1日：開庁式が挙行[1]。

陸上自衛隊和歌山駐屯地
- 1966年（昭和41年）2月21日：和歌山駐屯地に昇格[3]。
- 1968年（昭和43年）
  - 2月22日：中部方面調査隊和歌山分遣隊が移駐[1]。
  - 3月1日：第412基地通信隊が和歌山駐屯地に移駐[1]。
- 1973年（昭和48年）3月27日：第323地区施設隊が第7施設群に編合。
- 1975年（昭和50年）3月26日：第412基地通信隊が第318基地通信中隊和歌山派遣隊に改編。
- 1993年（平成05年）3月30日：第323地区施設隊が第303施設隊に改編。
- 2004年（平成16年）3月29日：

1. 第303施設隊が第304水際障害中隊に改編。
2. 第104施設直接支援大隊第2直接支援中隊和歌山派遣隊（第304水際障害中隊等を支援）が新編[1]。

- 2008年（平成20年）3月29日：第131警務隊和歌山連絡班が新編[1]。
- 2015年（平成27年）3月26日：会計隊の改編に伴い、第418会計隊が廃止、第398会計隊和歌山派遣隊が設置される。
- 2019年（平成31年）3月26日：

1. 第304水際障害中隊が第7施設群隷下から第4施設団直轄に隷属替え。
2. 中部方面後方支援隊第104施設直接支援大隊整備隊和歌山派遣隊（第304水際障害中隊等を支援）が新編。

## 駐屯部隊

### 中部方面隊隷下部隊
- 第4施設団
  - 第304水際障害中隊
- 中部方面後方支援隊
  - 第104施設直接支援大隊
    - 整備隊
      - 和歌山派遣隊：第304水際障害中隊等を支援
- 中部方面会計隊
  - 第398会計隊
    - 和歌山派遣隊
- 中部方面システム通信群
  - 第104基地システム通信大隊
    - 第318基地通信中隊
      - 和歌山派遣隊

### 防衛大臣直轄部隊
- 警務隊
  - 中部方面警務隊
    - 第131地区警務隊
      - 和歌山連絡班

## 過去の駐屯部隊
- 第323地区施設隊：1993年（平成05年）3月30日廃止。第303施設隊に改編。
- 第303施設隊「303施設」：2004年（平成16年）3月29日廃止。第304水際障害中隊に改編。

## 最寄の幹線交通
- 高速道路：阪和自動車道（湯浅御坊道路）御坊IC、御坊南IC
- 一般道：国道42号、国道425号、24号御坊由良線、和歌山県道25号御坊中津線、26号御坊美山線
- 鉄道：JR西日本紀勢本線御坊駅
- 港湾：和歌山下津港（特定重要港湾）、日高港（重要港湾）
- 飛行場：南紀白浜空港（第三種空港）

## 重要施設
- 御坊発電所（出力180.0万kW。石油）（御坊市）
- 海南発電所（出力210.0万kW。石油）（海南市）
- 紀の川変電所（500 kV変電所）（紀の川市）
- 紀北変換所（伊都郡かつらぎ町）
- 和泉線（紀の川変電所から電源開発阪奈線No.1鉄塔まで、亘長約40 kmの、500 kV送電線路）[4][5]
- 紀伊水道直流連系設備（阿南紀北直流幹線）（阿南変換所から紀北変換所まで、亘長約100 kmの、直流±250 kVの送電線路）
- 花王和歌山工場（花王の全工場中、最大の規模を誇る主力工場で、総生産量の4割強を占める）（和歌山市）
- 新日鐵住金和歌山製鐵所（粗鋼生産能力は年間約400万トン（国内第8位））（和歌山市、海南市）
- ENEOS和歌山製油所（原油処理能力は日量17.0万バレル）（有田市）
- 和歌山石油精製株式会社海南製油所（現在は潤滑油製造のみ）（海南市）